# Mona Wales
Mona Wales (* 14. März 1985 in Kalifornien, USA) ist eine US-amerikanische Pornodarstellerin.

## Karriere
Wales wurde im März 1985 in der Bay Area im Norden Kaliforniens geboren. Sie studierte Philosophie und Klassische Philologie am St. John’s College und arbeitete in diversen Berufen. Später zog sie nach Los Angeles, wo sie einige Jahre als professionelle Domina arbeitete.
Dort kam sie, interessiert am Thema und am BDSM-Genre, mit der Produktionsfirma Kink.com in Kontakt, für die sie 2013 im Alter von 28 Jahren als Pornodarstellerin debütierte. Sie drehte Szenen u. a. für Produktionsfirmen wie Exquisite, Girlsway, Evil Angel, AMK Empire, Kick Ass Pictures, Jules Jordan Video, Blacked, Mile High, Girlfriends Films, Filly Films, Adam & Eve, Digital Sin, Dark X oder Sweet Sinner.
2017 erhielt sie ihre erste Nominierung bei den AVN Awards in der Kategorie „Beste Lesben-Gruppensexszene“ in Whipped Ass 17. Im folgenden Jahr wurde sie in der Kategorie „Most Outrageous Sex Scene“ in dem Film Corrupted by the Evils of Fetish Porn nominiert und hatte eine weitere Nominierung für den XBIZ Award für die beste Sexszene in einem Lesbenfilm in Confessions of a Sinful Nun neben Nina Hartley.
Mona Wales hat sich auch durch ihre Rolle als Regisseurin hervorgetan. Sie drehte lesbische und transsexuelle Filme wie All My Mother’s Lovers.
2019 gewann sie bei den XBIZ Awards den Preis für die „beste Darstellerin in einem Pärchenfilm“.
Bis heute hat sie in mehr als 390 Filmen als Darstellerin mitgewirkt.

## Auszeichnungen
2021: XBIZ Award – Winner: „Best Actress – Couples-themed Release“, in Insomnia

## Filmografie (Auswahl)
- 2020: The Cure
- 2020: My Favorite Teacher
- 2020: Gaggers Vol. 8
- 2020: Real MILFS Volume Four
- 2020: The Right Hole
- 2020: My Step-Daughter’s Secret Diary
- 2020: Mothers & Stepsons Vol. 2
- 2019: The Gentleman
- 2019: Mother Lovers Society Vol. 19
- 2019: The Gold Star
- 2019: Blacked Raw V18
- 2019: Confessions of a Sinful Nun Vol. 2: The Rise of Sister Mona
- 2019: Proud Stag of a Sexy Vixen 2
- 2019: The Girls Next Door
- 2019: One Taste
- 2019: Anal MILFs Love Big Black Cock
- 2019: In the Room: Watching My Girlfriend
- 2018: Lesbian Anal Vol. 3
- 2018: Executive Pantyhose
- 2018: Lesbian Strap-on Bosses Vol. 3
- 2018: My Best Friend’s Wife 2
- 2018: Mommy Games
- 2018: Sex Dream Architect
- 2018: The Voyeur Vol. 2
- 2018: Growing Closer
- 2018: Insomnia
- 2018: Managing My Daughter
- 2018: Forbidden Affairs Vol. 8: My Best Friend’s Husband
- 2018: Make My Kitten Squirt
- 2018: Watching My Hotwife 3
- 2018: She Caught Me
- 2017: My Lesbian Mentor
- 2017: My Mother Is Sexy
- 2017: Family Holiday
- 2015: Folsom Street Spectacle